# Colegiul de Industrie Ușoară din Bălți
Colegiul de Industrie Ușoară din Bălți este o instituție de învățământ profesional tehnic postsecundar, fondată în 1992 în baza Școlii profesional-tehnice nr. 62. În anul 1998, prin Hotărârea Guvernului Republicii Moldova, instituția a fost afiliată didactico-metodic la Universitatea Tehnică a Moldovei. În colegiu își fac studiile peste 450 de elevi, în fiecare an fiind înmatriculați circa 150 de abiturienți.

## Descriere
Baza tehnico-materială este adecvată procesului de instruire. În blocul de studii, cu o capacitate de 600 de locuri, sunt amplasate: biblioteca colegiului, sălile de lecții, sala de festivități,  sala Multimedia. Complexul sportiv este constituit din 2 săli și terenuri de sport. Procesul de studii se desfășoară în 29 de săli de studii și 6 ateliere. Elevii, veniți din alte localități, pot fi cazați în căminele colegiului. 
Activitatea instituției este orientată spre realizarea misiunii de bază: pregătirea specialiștilor calificați pentru industria ușoară și servicii. O atenție deosebită se acordă dezvoltării multilaterale a elevilor. În cadrul colegiului activează Teatrul de modă „Grația”, care oferă elevilor posibilitatea de a-și dezvolta creativitatea  și gustul pentru frumos.  
Au fost stabilite relații de colaborare cu întreprinderile „Tricon” (Cahul), fabrica de covoare „Ungheni” (Ungheni), „Flautex”, „Infinity Inc”, „Bălțeanca” (Bălți), în are elevii au posibilitate să-și realizeze practica. Pe parcursul practicii ei sunt salarizați. La încheierea perioadei de practică elevii susțin un raport în fața comisiei.

## Administrație
- Cislaș Valentin - director;
- Titirenco Ecaterina - director adjunct pentru instruire și educație;
- Elena Statnic - director adjunct pentru practică și producere;
- Arlet-Vovc Aliona - șef de secție ;

În total, la colegiu activează 48 de pedagogi și instructori, majoritatea dețin grade didactice, titlu de magistru, grad managerial.

## Specialități
Specialitățile Colegiului de Industrie Ușoară sunt:
- Design interior — în baza studiilor gimnaziale, durata de instruire e de 4 ani;
- Frizerie și cosmetică — în baza studiilor gimnaziale, durata de instruire e de 4 ani;
- Marketing — în baza studiilor gimnaziale, durata de instruire e de 4 ani;
- Modelarea și tehnologia confecțiilor din țesături — în baza studiilor gimnaziale, durata de instruire e de 4 ani;
- Securitatea și sănătatea în muncă— în baza studiilor gimnaziale, durata de instruire e de 4 ani;